# Mischliffen
Mischliffen o Michlifen es una Estación de esquí, cerca de Ifrane en el  Atlas Medio de Marruecos con una altitud de 2,100 metros .
La estación está localizada en un cráter de origen volcánico a 1 800 m de altitud. El dominio esquiable está constituido por cinco pistas que se extienden desde los  1 800 a los 2 000 m de altitud.
Está considerado por ser el " Aspen marroquí" con instalaciones  para el esquí en el invierno.
La estación  está rodeada  de un bosque de cedros que se extiende hasta la provincia de  Jenifra.